# Cantonul Charroux
Cantonul Charroux este un canton din arondismentul Montmorillon, departamentul Vienne, regiunea Poitou-Charentes, Franța.

## Comune
| Comune            | Populație (1999) | Cod poștal | Cod INSEE |
| ----------------- | ---------------- | ---------- | --------- |
| Asnois            | 146              | 86250      | 86012     |
| La Chapelle-Bâton | 373              | 86250      | 86055     |
| Charroux          | 1.185            | 86250      | 86061     |
| Chatain           | 322              | 86250      | 86063     |
| Genouillé         | 524              | 86250      | 86104     |
| Joussé            | 336              | 86350      | 86119     |
| Payroux           | 506              | 86350      | 86189     |
| Saint-Romain      | 416              | 86250      | 86242     |
| Surin             | 146              | 86250      | 86266     |